# MSC Divina
MSC Divina — третий круизный лайнер класса Fantasia. Принадлежит и управляется MSC Cruises. Как и другие корабли этого класса, он ходит под флагом Панамы. Совершает круизы по западному Средиземноморью и Карибскому бассейну.

## Строительство
Является близнецом MSC Preziosa, при этом другие суда этого класса, MSC Fantasia и MSC Splendida, уступают ему в размерах, хотя и построены по одному типовому проекту. Стало двенадцатым судном во флоте MSC Cruises. На момент постройки являлся самым большим судном компании (с водоизмещением 139 072 брт).
Судно имеет 1 751 каюту, рассчитано на 4 345 пассажиров и 1 388 членов экипажа.
Судно прибыло 19 мая 2012 года в Марсель, где произошло крещение 26 мая 2012 года с участием актрисы Софи Лорен, которая стала крёстной.